# Assaí Atacadista
Assaí Atacadista é uma empresa brasileira de atacarejo, fundada em 1974 na cidade de São Paulo. Opera mais de 300 lojas em 24 estados brasileiros e no Distrito Federal, empregando mais de 87 mil funcionários.

## História

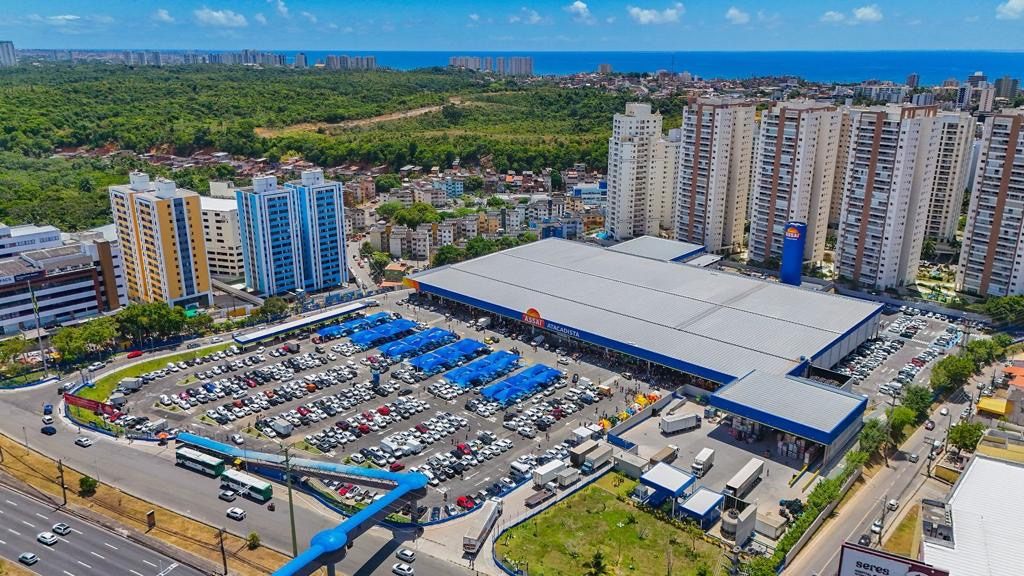

Fundada em outubro de 1974 por Rodolfo Jungi Nagai [carece de fontes?], a empresa foi adquirida pela empresa GPA em 2007, que comprou 60% das ações por 208 milhões de reais, e em 2009 adquiriu o restante por 175 milhões de reais.
A partir de 2011, a nova diretoria da empresa passou a ser comandada pelo diretor-executivoBelmiro Gomes. Iniciou um projeto de expansão e de reformulação das lojas – que passam a privilegiar a experiência de compras do cliente oferecendo espaços mais amplos, estacionamento, ar-condicionado e melhoria na iluminação e no mix de produtos e serviços. Assim, o Assaí passou por um grande processo de reestruturação e expansão, abrindo 27 novas lojas entre 2013 e 2015.
Em março de 2021, a empresa foi cindida do GPA, com suas ações listadas na B3. Em outubro de 2021, o Assaí adquiriu 66 pontos do Extra Hiper. O negocio permitiu ao Assaí entrar em regiões mais centrais das capitais e de grandes cidades do país, derrubando a barreira imobiliária nesses locais. Assim, em 2022, inaugurou 60 novas lojas, ampliando sua rede.
Ainda em 2022, a Companhia também lançou o Instituto Assaí, que passou a ser a organização de responsabilidade social do atacadista para iniciativas de desenvolvimento de pessoas e de comunidades no Brasil. O Instituto incorporou programas do Assaí e iniciou outros baseados no planejamento estratégico e no modo de atuação de suas três frentes de atuação: empreendedorismo, segurança alimentar e esporte e cidadania.
No ano seguinte, em 2023, tornou-se uma corporation, ou seja, uma empresa sem controlador único e com todas as ações negociadas livremente no mercado. No mesmo período, foi ainda considerada a varejista mais presente nos lares brasileiros, segundo a NielsenIQ Homescan.

## Patrocínios
No futebol, desde 2018, o Assaí patrocina o Campeonato Brasileiro de Futebol. Em 2019, passou a apoiar o Campeonato Paulista de Futebol (masculino e feminino) e a Taça das Favelas em São Paulo. Desde 2021, é patrocinador da Copa do Nordeste de Futebol. Em 2024, ampliou sua presença em campeonatos estaduais.
Nas corridas de rua, o Assaí patrocinou a 96.ª edição de Corrida Internacional de São Silvestre, a 26.ª edição da Maratona Internacional de São Paulo e a 22.ª edição da Volta Internacional da Pampulha. Em 2022, apoiou a 24.ª edição da Meia Maratona do Rio de Janeiro. Em 2024, lançou o Circuito de Corridas Assaí, celebrando 50 anos da empresa.

Nas festas populares, a empresa apoia eventos culturais, como o Festival de Parintins, o São João de Campina Grande e o de Caruaru.